# 伊尔卡·梅西凯门
伊尔卡·梅西凯门（芬蘭語：Ilkka Mesikämmen，1943年3月15日—2025年7月13日），芬兰男子冰球运动员，场上位置是前锋。他曾代表芬兰国家队参加1964年冬季奥林匹克运动会冰球比赛，获得第6名。